# الدوري الأفغاني لكرة القدم 2012
الدوري الأفغاني لكرة القدم 2012 هو الموسم 1 من الدوري الأفغاني لكرة القدم. كان عدد الأندية المشاركة فيه 8، وفاز فيه نادي طوفان هويرود.